# Catriona Ward
Catriona Ward  (Washington D.C., 14 mei 1982) is een Amerikaans-Engelse schrijfster van horrorboeken en korte verhalen. Ze won hiervoor onder meer drie British Fantasy Awards en een International Thriller Writers Award.

## Biografisch
Ward werd geboren in Amerika, maar omdat haar vader voor de Wereldbank werkte verhuisde haar familie tijdens haar jeugd regelmatig. Zo woonde ze in die tijd in verschillende landen in onder meer Afrika en Azië. Ze vestigde zich definitief in Engeland toen ze daar ging studeren. Na het behalen van een bachelor in Engelse literatuur aan  de University of Oxford behaalde ze een master in creatief schrijven aan de University of East Anglia. Ward probeerde in eerste instantie om actrice te worden in Amerika, tot ze zich definitief toelegde op het schrijven.
Ward debuteerde in 2016 met Rawblood, een gothic novel over een meisje dat met haar vader in een huis op een hoogvlakte in Engeland woont en geen contact mag hebben met andere mensen. Als ze dat wel doet, dan heeft dat rampzalige gevolgen. Ward won voor dit verhaal meteen een British Fantasy Award. Die prijs won ze ook voor haar volgende twee boeken, Little Eve en The Last House on Needless Street. Na twee gothic novels die zich afspelen in Groot-Brittannië, schreef Ward met The Last House on Needless Street voor het eerst een boek dat zich afspeelt in een hedendaags Amerika, over een reeks verdwenen kinderen.